# Satyrium guthriei
Satyrium guthriei är en orkidéart som beskrevs av Harry Bolus. Satyrium guthriei ingår i släktet Satyrium och familjen orkidéer. Inga underarter finns listade i Catalogue of Life.